# Kónkan
Kónkan neboli Kónkanské pobřeží je členitá část západního pobřeží Indie. Táhne se od severu v Damaonu v Khambhátském zálivu na jih po celé západní pobřežní oblasti států Maháráštra a Góa.

## Definice
Geograficky se za Kónkan považuje úsek země od řeky Daman Ganga na severu k řece Gangávalli. Starověké Sapta Kónkana („Sedmero koutů“) byla větší geografická oblast, která sahala od Gudžarátu po Kéralu a zahrnovala pobřeží Maháráštry i Karnátaky. Jižní segment se překrývá s Malabárským pobřežím.

## Etymologie

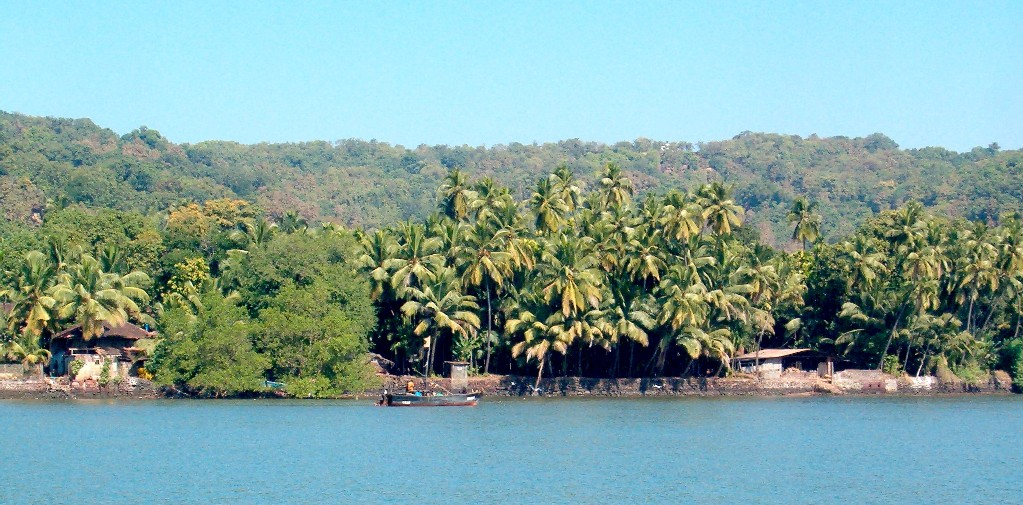
Pro Kónkan jsou typické pláže poseté kokosovými palmami.

Podle Skandapurány vystřelil Parašuráma šíp do moře a přikázal bohu moře, aby ustoupil až do bodu, kam dopadl. Takto získaný nový kus země byl znám jako Saptakónkana, tedy „Sedm koutů (země)“, což je odvozeno ze sanskrtských slov: koṇa (कोण, roh) + kaṇa ( कण, kus). Území Kónkan zmiňuje Süan-cang, známý čínský buddhistický mnich, Varáhamihirova Brhatsanhitá i Ratnakóša z 15. století.

## Geografie
Konkan se rozprostírá na západním pobřeží indických států Maháráštra, Góa a Karnátaka. Je ohraničen pohořím Západní Ghát (známým též pod názvem Sahjádri) na východě, Arabským mořem na západě, řekou Daman Ganga na severu a řekou Gangávalli na jihu.
Gangávalli teče v okrese Uttara Kannada státu Karnátaka. Její severní břeh tvoří nejjižnější část Kónkanu.

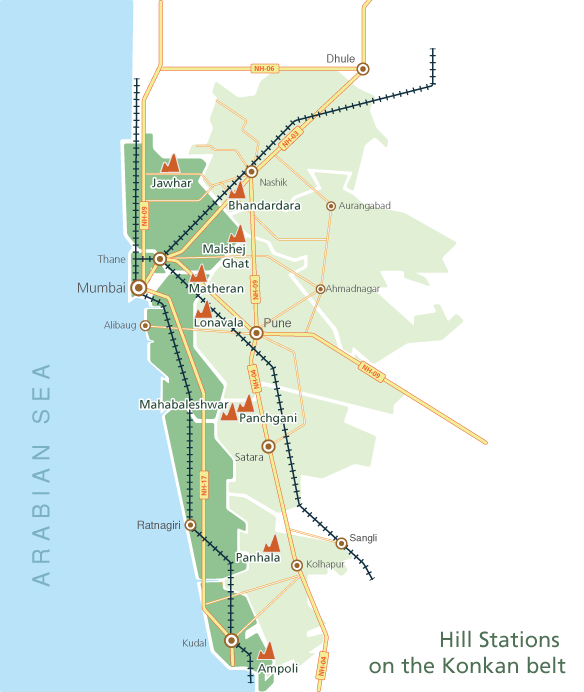
Schematická mapa Kónkanského pásma v Maháráštře, zobrazující horská letoviska a je spojující silnice i železnici.

Největším městem na Kónkanském pobřeží je Mumbaí (Bombaj), hlavní město státu Maháráštra. Mangalúr slouží jako hlavní přístavní město Karnátaky. Okresní města v Kónkanu od severu k jihu jsou:
1. Pálghar
2. Tháné
3. Předměstská čtvrť Bombaje
4. Městská čtvrť Mumbai
5. Rájgad
6. Ratnagiri
7. Sindhudurg
8. Góa
9. Uttara Kannada
10. Udupi
11. Dakšina Kannada

Obyvatelstvo Kónkanu jsou především Kónkanci (Kónkaní), mezi nimiž převažují hinduisté (včetně bráhmanské kasty Sárasvatů) a katoličtí křesťané, menšinou jsou muslimové a židé.